# Broken, Beat & Scarred
Broken, Beat & Scarred – szósty singel amerykańskiego zespołu Metallica, z ich dziewiątego albumu studyjnego Death Magnetic, wydany 3 kwietnia 2009 roku. 27 marca 2009 na oficjalnej stronie zespołu, udostępniony został wideoklip do tego utworu. Jego reżyserem jest Wayne Isham, który współpracował z Metalliką już wcześniej, przy okazji kręcenia teledysków do "No Leaf Clover", "Sad but True" czy "I Disappear". Muzyka nie pochodzi z wersji studyjnej utworu, a jest zapisem z koncertu z Kalifornii z grudnia 2008 (zapis wideo również pochodzi z tego koncertu).

## Lista utworów
- CD 1 (Digi-pack):

1. "Broken, Beat & Scarred" - 6:25
2. "Broken, Beat & Scarred" (Live) -
3. "The End of the Line" (Live) -

- CD 2 :

1. "Broken, Beat & Scarred" - 6:25
2. "Stone Cold Crazy" (Live) -
3. "Of Wolf and Man" (Live) -

- DVD:

1. "Broken, Beat & Scarred" (Promo video)
2. "The Day That Never Comes" (Promo Video)
3. "Death Magnetic Electronic Press Kit" - 17:25

- CD Maxi-singiel:

1. "Broken, Beat & Scarred" - 6:25
2. "Broken, Beat & Scarred" (Live) -
3. "The End of the Line" (Live) -
4. "Stone Cold Crazy" (Live) -
5. "Of Wolf and Man" (Live) -

Wszystkie wersje koncertowe utworów zagrane 15 września 2008 podczas koncertu w lońdyńskiej O2 Arenie.

## Członkowie zespołu
Metallica
- James Hetfield – śpiew, gitara rytmiczna
- Kirk Hammett – gitara prowadząca
- Robert Trujillo – gitara basowa, chórki
- Lars Ulrich – perkusja

Inni
- Rick Rubin – producent